# Орки (Warcraft)
Орките са раса, част от измисления свят, в който се развива действието на компютърните игрите от серията Warcraft, създадени от компанията Blizzard Entertainment.
Дивите, зеленокожи орки са едни от най-плодовитите раси в Азерот. Те често биват смятани за брутални и безмозъчни, непритежаващи никаква човещина или съпричастие към другите раси. Родени в адския свят на Драенор, орките биват доведени в кралство Стормуинд през пространствен портал, познат като Тъмния портал и принудени да водят война с Хората.
Въпреки че малко са тези, запознати с историята им, орките някога са били част от благородно шаманистично общество в света на Драенор. За нещастие, гордите Оркски кланове биват покварени от Горящия легион и използвани като пионки в инвазията на Легиона в Азерот. Орките успяват да се разбунтуват и в крайна сметка успяват да спомогнат за побеждаването на демоничните им господари. Предвождани от младия вожд Трал, орките възвръщат своята сила и чест. Орките се местят от Източните Кралства към Калимдор, където създават своя нация в територията Дуротар.
Сега Орките са готови да се сражават не с цел завладяване, а с цел оцеляване в този нов свят.
Столица: Оргримар Предводител-Трал
Възможни класове: Warrior, Hunter, Rogue, Warlock, Shaman